# Tutti su per terra
Tutti su per terra è il secondo album in studio del gruppo musicale italiano gli Eugenio in Via Di Gioia, pubblicato il 14 aprile 2017.

## Tracce
1. Giovani illuminati – 3:15
2. La punta dell'iceberg – 3:23
3. Chiodo fisso – 2:59
4. Sette camicie – 2:45
5. Silenzio – 3:47
6. Obiezione – 3:10
7. Scivola – 3:43
8. Selezione naturale (feat. Willie Peyote) – 3:26
9. La prima pace mondiale – 3:20

## Classifiche
| Classifica (2017) | Posizione massima |
| ----------------- | ----------------- |
| Italia            | 86                |